# Geneviève Lafrance
Née en 1972, Geneviève Lafrance est une professeure et chercheuse québécoise, spécialisée en études littéraires. Elle travaille principalement sur le roman au XVIIIe siècle et au début du XIXe siècle, ainsi que sur la littérature de la Révolution française. Elle s’intéresse particulièrement à la représentation de la dette dans les textes littéraires.

## Biographie
Elle fait ses études de premier cycle à l’Université McGill. En 1998, elle dépose à l’Université de Montréal un mémoire de maîtrise intitulé « La mémoire des commencements : figures de la naissance dans trois autofictions de Jacques Ferron ». En 2007, elle obtient son doctorat en cotutelle de thèse de l’Université de Montréal et de l’Université Paris-Sorbonne. Sa thèse, sous la direction de Benoît Melançon et de Michel Delon, s’intitule « Bienfaisance et Révolution. L’imaginaire du don chez Isabelle de Charrière, Gabriel Sénac de Meilhan, Joseph Fiévée et Germaine de Staël ».
Après des recherches postdoctorales à l’Université Columbia (New York), elle est nommée professeure à l’Université du Québec à Montréal en 2010. Elle enseigne aussi à l'Université de Wuhan (Chine), à Fordham University (New York) et à l'Institut d'études françaises d'Avignon.
Elle est codirectrice du Centre de recherche interuniversitaire en sociocritique des textes et membre du Groupe de recherche en histoire des sociabilités.
Pour sa thèse, elle a reçu le Prix d’excellence de l’Académie des grands Montréalais dans la catégorie Sciences humaines et sociales, arts et lettres en 2008. Elle en tire un livre en 2008, Qui perd gagne. Imaginaire du don et Révolution française. Florence Magnot-Ogilvy en rend compte pour le site Fabula : « Cette thèse apporte donc un éclairage intéressant sur la problématique du don au tournant des XVIIIe – XIXe siècles, en proposant une série de lectures fines, en s’efforçant de mettre en rapport les romans et certains textes issus des projets de la Révolution et des recommandations de ses Comités. La critique est la plus convaincante lorsqu’elle met en évidence les points de disjonction et d’inadéquation entre le discours de la société, tel qu’on peut le reconstruire à partir des textes juridiques ou politiques, et les lieux où la fiction s’égare vers d’autres territoires, où elle parle d’autres langages, ceux de l’imaginaire et du fantasme par exemple, elle montre alors d’où provient la profonde mélancolie de ces textes situés sur une fracture de l’Histoire .» Dans les Annales historiques de la Révolution française, Jean-Clément Martin écrit : « la démonstration est bien faite, solidement argumentée et tout à fait convaincante ». Pour Gérard Gengembre, Geneviève Lafrance est une « spécialiste reconnue des périodes révolutionnaire et post-révolutionnaire, et notamment de Mme de Staël : « En éclairant la manière dont les questions du don et de la bienfaisance sont liées à la conjoncture révolutionnaire et post-révolutionnaire, comment les émigrés se trouvent mis en scène en rapport avec ces conceptions et pratiques, comment les relations entre des figures fictionnelles s’expliquent ou se trouvent déterminées en partie en fonction de l’échange réel et symbolique, tout un pan de la nouvelle structure sociale apparaît sous un jour nouveau et passionnant .»

## Publications

### Livres

#### Étude
- Qui perd gagne. Imaginaire du don et Révolution française, Montréal, Presses de l’Université de Montréal, coll. « Socius », 2008, 357 p. Ill.  (ISBN 978-2-7606-2131-2)

#### Ouvrages collectifs
- Imaginaire social et discours économique, Montréal, Université de Montréal, Département d'études françaises, coll. « Paragraphes », no 21, 2003, 146 p. Avec Mauricio Segura, Janusz Przychodzen, Pascal Brissette et Paul Choinière.  (ISBN 2-921447-14-2)  (ISSN 0843-5235)
- Des mots et des muscles ! Représentations des pratiques sportive, Québec, Nota bene, 2005, 274 p. Ill. Avec Yan Hamel et Benoît Melançon.  (ISBN 2-89518-181-0)

### Articles et chapitres de livres (sélection)

#### Littératurequébécoise
- « Saint-Denys Garneau et le don épistolaire. La lettre du 30 décembre 1932 », Voix et images, no 67, automne 1997, p. 119-134.
- « Au seuil de la mémoire : le récit de naissance dans La Créance de Jacques Ferron », Voix et images, vol. 24, no 1, 1998, p. 151-168.
- « Gaspé-Mattempa et “Les deux lys” : recommencements autobiographiques », dans Patrick Poirier (dir.), Jacques Ferron : autour des commencements, Montréal, Lanctôt éditeur, 2000, p. 179-214.

#### XVIIIesiècle
- « Don de terre, don de parole. Serments et dettes dans Delphine de Mme de Staël », dans Mauricio Segura, Janusz Przychodzen, Pascal Brissette, Paul Choinière et Geneviève Lafrance (dir.), Imaginaire social et discours économique, Montréal, Université de Montréal, Département d'études françaises, coll. « Paragraphes », no 21, 2003, p. 125-134.  (ISBN 2-921447-14-2)  (ISSN 0843-5235)
- « De la reconnaissance comme aveu : anagnorisis et sacrifice mémoriel dans Corinne ou l'Italie de Mme de Staël », SVEC, no 12, 2006, p. 261-267.  (ISSN 0435-2866)  (ISBN 0 7294 0886 8)
- « Une “innocente ruse” de Corinne ? Histoire et stratégie d’oubli chez Madame de Staël », Annales Benjamin-Constant, nos 31-32, 2007, p. 177-188.
- « Présents funestes et dons du ciel : de la bienfaisance dans Delphine », Cahiers staëliens, nouvelle série, no 58, 2007, p. 37-51.
- « La Dot de Suzette, ou la science des bienfaits à l’épreuve du romanesque », dans Martial Poirson, Yves Citton et Christian Biet (dir.), Les frontières littéraires de l’économie (XVIIe – XXe siècles), Paris, Desjonquères, 2008, p. 65-77.
- « Liberté, Égalité, Ébriété. Les lendemains de veille de Louis Sébastien Mercier, ou la Révolution des buveurs », COnTEXTES, no 6, 2009.
- « L’émigré à la porte. Risques et revers de l’hospitalité chez A. J. Dumaniant », Theatrum Historiae, no 4, 2009, p. 59-73.  (ISSN 1802-2502)
- « Le 18 Fructidor de Joseph Fiévée : Frédéric ou les circonstances d’un coup manqué », dans Patrick Maurus (dir.), Actualité de la sociocritique, Paris, L’Harmattan, 2013, p. 72-79.  (ISBN 9782343003085)
- « La terreur aux trousses. Représentation de la peur dans les romans d’émigration », dans Katherine Astbury et Catriona Seth (dir.), Le Tournant des Lumières. Mélanges en l’honneur de Malcolm Cook, Paris, Classiques Garnier, coll. « Rencontres », no 30, série « Le dix-huitième siècle », no 2, 2012, p. 245-256.  (ISBN 978-2-8124-0508-2)
- « La nuit des cachots. Diversions nocturnes dans les prisons de la Terreur », dans Philippe Bourdin (dir.), Les nuits de la Révolution, Clermont-Ferrand, Presses universitaires Blaise-Pascal, coll. « Histoires croisées », 2013, p. 291-208.  (ISBN 978-2-84516-607-3)
- « “Grande joie dans l’empire des morts”. Quand Mercier de Compiègne s'évadait de la Conciergerie », @nalyses, vol. 9, no 1.  (ISSN 1715-9261)

## Distinctions
- 2008 - Prix d’excellence de l’Académie des grands Montréalais dans la catégorie Sciences humaines et sociales, arts et lettres pour sa thèse de doctorat
- 2008-2009 - Représentante de l’Université de Montréal au concours de la meilleure thèse de la Northeastern Association of Graduate Schools
- 2009 - Bourse de recherche D.W. Smith de la Société canadienne d’étude du dix-huitième siècle

## Sources
- Michel Delon, « Histoire et histoire littéraire dans les travaux des jeunes chercheurs québécois », Revue d’histoire littéraire de la France, vol. 111, no 1, janvier 2011, p. 115-122.